# Koh e Buzkush
Der Koh e Buzkush ist ein Berg in Badachschan in Afghanistan. Er ist Teil des Hindukusch und 3930 m hoch. Der Name bedeutet „Berg, der die Ziegen anzieht“ bzw. „Berg, der den Ziegen Freude bereitet“ (persisch کوه بزکش).

## Umgebung
In der Provinz Badachschan befinden sich unter gleichem Namen ein Ort namens Bozkosch sowie ein Berg in der Nähe des Dorfes Deh-e Qadyan (persisch ده قديان) Koh e Buzkush Deh e Qadyn. Beide Berge der Hindukusch-Gebirgskette befinden sich etwa 50 km Luftlinie nördlich der Stadt Faizabad, der Provinzhauptstadt Badachschans.